# Stazione di Savignano Centro
Stazione di Savignano Comune vasútállomás Olaszországban, Savignano sul Panaro településen.

## Vasútvonalak
Az állomást az alábbi vasútvonalak érintik:
- Casalecchio–Vignola-vasútvonal

## Kapcsolódó állomások
A vasútállomáshoz az alábbi állomások vannak a legközelebb:
- Stazione di Vignola (Stazione di Vignola, Casalecchio–Vignola-vasútvonal)
- Stazione di Savignano Mulino (Stazione di Casalecchio Garibaldi, Casalecchio–Vignola-vasútvonal)